# Хільберто Флорес (парагвайський футболіст)
Хільберто Флорес (ісп. Gilberto Flores, нар. 1 квітня 2003) — парагвайський футболіст, захисник клубу «Лібертад», що на правах оренди грає за «Спортіво Трініденсе».
Виступав за олімпійську збірну Парагваю.

## Клубна кар'єра
Народився 1 квітня 2003 року. Вихованець футбольної школи клубу «Лібертад». Дорослу футбольну кар'єру розпочав 2022 року в основній команді того ж клубу. 
На початку 2024 року був орендований клубом «Спортіво Трініденсе».

## Виступи за збірні
Протягом 2022–2023 років залучався до складу молодіжної збірної Парагваю. На молодіжному рівні зіграв у 14 офіційних матчах, забив 2 голи.
Протягом 2023—2024 років захищав кольори олімпійської збірної Парагваю. У складі цієї команди провів 9 матчів. У складі збірної — учасник  футбольного турніру на Олімпійських іграх 2024 року у Парижі.

## Статистика виступів

### Статистика клубних виступів
Станом на 26 квітня 2024
| Сезон             | Команда               | Чемпіонат         | Чемпіонат | Чемпіонат | Національний кубок | Національний кубок | Національний кубок | Континентальні кубки | Континентальні кубки | Континентальні кубки | Інші змагання | Інші змагання | Інші змагання | Усього | Усього | Усього |
| Сезон             | Команда               | Ліга              | Ігор      | Голів     | Ліга               | Ігор               | Голів              | Ліга                 | Ігор                 | Голів                | Ліга          | Ігор          | Голів         | Ігор   | Голів  |        |
| ----------------- | --------------------- | ----------------- | --------- | --------- | ------------------ | ------------------ | ------------------ | -------------------- | -------------------- | -------------------- | ------------- | ------------- | ------------- | ------ | ------ | ------ |
| 2022              | «Лібертад»            | ПД                | 4         | 0         |                    | -                  | -                  | ЛЧ                   | 3                    | 0                    |               | -             | -             | 7      | 0      |        |
| 2023              | «Лібертад»            | ПД                | 3         | 0         | КП                 | 2                  | 0                  | КЛ+ПАК               | 0                    | 0                    |               | -             | -             | 5      | 0      |        |
| 2024              | «Спортіво Трініденсе» | ПД                | 4         | 0         |                    | -                  | -                  | КЛ+ПАК               | 4+2                  | 1+0                  |               | -             | -             | 10     | 1      |        |
| Усього за кар'єру | Усього за кар'єру     | Усього за кар'єру | 11        | 0         |                    | 2                  | 0                  |                      | 9                    | 1                    |               | -             | -             | 22     | 1      |        |

## Титули і досягнення
- Чемпіон Парагваю (3):

«Лібертад»: 2022 (Апертура), 2023 (Апертура), 2023 (Клаусура)
- Володар Кубка Парагваю (1):

«Лібертад»: 2023